# Шнеебергер, Гансхайнц
Гансхайнц Шнеебергер (нем. Hansheinz Schneeberger; 16 октября 1926, Берн — 23 октября 2019) — швейцарский скрипач.
Окончил Бернскую консерваторию (1944) у Вальтера Кеги, получив также стипендию имени Юрга Штуки, учреждённую в память о нём его отцом Вальтером Штуки. Затем занимался в Люцерне у Карла Флеша и в Париже у Бориса Каменского. 
Преподавал в Берне, Биле, Базеле, в 1958—1961 гг. был первым концертмейстером оркестра Северогерманского радио, руководил собственным струнным квартетом. Широко гастролировал по миру — в частности, в 1985 г. принял участие в музыкальном фестивале Юн Исана в Южной Корее, в 1986 г. совершил турне по Советскому Союзу (Ленинград — Вильнюс — Рига — Одесса — Москва) вместе с гитаристом Рудольфом Ванглером.
Шнеебергер впервые исполнил в 1958 г. (с Базельским камерным оркестром под управлением Пауля Захера) первый, юношеский Концерт для скрипки с оркестром Белы Бартока, за два года до этого извлечённый из архива Штефи Гейер, которой он был посвящён. На его счету также премьеры скрипичного концерта Франка Мартена и пьесы «Tempora» Клауса Хубера. На протяжении многих лет Шнеебергер интенсивно записывал музыку современных швейцарских композиторов как солист и ансамблист.
В 1995 году Шнеебергер был удостоен премии Роберта Шумана.